# 산부인과 (영화)
"산부인과"는 대한민국의 코미디 영화로, 1997년에 개봉되었다.

## 줄거리
여자의 가장 은밀한 부분과 남녀의 가장 비밀스런 사연들이 깡그리 알몸을 드러내는 산부인과. 밤낮으로 애받는 일과 애지우는 일에 이력이 난 산부인과의사 정연과 여성만이 갖는 갖가지 질환들을 치료하는 혜석. 이쁜이 수술로 남편의 바람기를 잡고자 하는 40대 아줌마, 실컷 즐긴 덕(?)에 덤으로 애까지 생겨버린 술집처녀, 잇따르는 딸 출산으로 망연자실해 하는 딸딸이 엄마, 시험관 수정을 위해 있는 방법, 없는 방법을 동원하는 남편들의 진땀나는 상황, 사고치고 난 뒤 애인에게 주는 마지막 선물로 낙태수술과 처녀막 재생수술까지 선사하는 사려깊은 젠틀맨... 등등 병원에서 벌어지는 웃지 못할 온갖 사연들이 공개된다.

## 등장 인물
- 황신혜 : 한정연 역
- 방은진 : 민혜석 역
- 신신애
- 서갑숙
- 홍윤정
- 조상건
- 정진각
- 유명순
- 문미봉
- 임예심
- 정미경
- 노사강
- 박철
- 임현주
- 조미혜
- 최윤정
- 정진경
- 김승원
- 김일우
- 이용이
- 조선묵
- 정원중
- 이지산
- 조영이
- 장명남
- 노영화
- 오승언
- 장영주
- 최은미
- 박민희
- 황정민
- 조은선
- 최정숙
- 차승민
- 최지민
- 정은미
- 최민금
- 추귀정
- 서정규
- 문철재
- 정지현
- 민윤정
- 구혜령
- 김진선
- 윤창훈
- 김보라나
- 류장하
- 이경선
- 김성미
- 김기연
- 이정연
- 박영희
- 민혜경
- 김윤미
- 황채경
- 김양수
- 최정숙
- 현숙희
- 박정곤
- 김경미
- 황유경
- 정남경
- 이지영
- 이림
- 이승아
- 최경준
- 정성갑
- 박신영
- 곽주은
- 임혜정
- 신희정
- 김태연
- 김동희
- 김준희
- 김진선
- 박춘미
- 서지희
- 소경진
- 이현지
- 김초록
- 이춘연 (우정출연)
- 손홍주 (우정출연)
- 배장수 (우정출연)
- 홍진경 (우정출연)
- 박인철 (우정출연)